# Horst Dröse
Horst Dröse, né le 23 novembre 1949 à Francfort, est un joueur ouest-allemand de hockey sur gazon.

## Biographie
Horst Dröse fait partie de l'équipe nationale ouest-allemande sacrée championne olympique aux Jeux d'été de 1972 à Munich. Il dispute aussi les Jeux olympiques d'été de 1976, terminant respectivement à la quatrième place.